# Tambòo
Tambòo è il secondo singolo da solista del sassofonista italiano James Senese pubblicato nel 1987.

## Tracce
Lato A
1. Tambòo

Lato B
1. Tambòo (Strumentale)